# Seseli ramosissimum
Seseli ramosissimum är en flockblommig växtart som först beskrevs av Franz von Portenschlag-Ledermayer, och fick sitt nu gällande namn av Minosuke Hiroe. Seseli ramosissimum ingår i släktet säfferötter, och familjen flockblommiga växter. Inga underarter finns listade i Catalogue of Life.